# 米格尔·桑廷·德尔卡斯蒂略
米格尔·桑廷·德尔卡斯蒂略(Miguel Santín del Castillo) 萨尔瓦多总统(1858年2月7日- 1860年2月1日)。
| 前任： 洛伦佐·塞佩达 (代理) | 萨尔瓦多总统 1858年—1860年 | 繼任： 华金·欧弗拉西奥·古斯曼 (代理) |